# Dave Panichi
Dave Panichi es un trombonista y compositor australiano de jazz, nacido en Sídney, que comenzó su carrera profesional en 1975. En ocasiones, su nombre aparece transcrito como Dave Peneke.

## Trayectoria
Tras iniciarse en su Australia natal, Panichi se traslada a Nueva York, en 1981, donde permanecerá durante 18 años.  En este periodo, trabaja con artistas como Buddy Rich (quien reconducirá su fogoso temperamento), Toshiko Akiyoshi, Slide Hampton, Bob Mintzer, Maria Schneider, Frank Sinatra, Sarah Vaughan, Joe Williams, Aretha Franklin, Mel Tormé, Peabo Bryson, Dave Liebman, Mulgrew Miller o Marc Copland. En 1987 se incorpora al grupo de jazz rock Blood, Sweat & Tears, en sustitución de Teddy Mulet, permaneciendo con ellos algo más de un año. Volverá a incorporarse a la banda en 1997, esta vez en sustitución de Dave Kirkland quien, a su vez, volvería a ocupar su puesto cuando Panichi dejó BS&T, en 1998.
En 2000, Panichi vuelve a Australia, donde se mantiene activo como instrumentista, compositor y pedagogo musical. En Sídney ha tocado con sus propios grupos, y con la big band de Ralph Pyl, colaborando con ellos Bob Mintzer. Ha editado varios álbumes como líder, entre ellos Blues for McCoy y Elvin's dream (2005).